# SN 2004by
SN 2004by – supernowa typu II-pec odkryta 24 maja 2004 roku w galaktyce NGC 7116. W momencie odkrycia miała maksymalną jasność 18,90m.